# John Tradescant l'Ancien
Pour les articles homonymes, voir John Tradescant.
John Tradescant l'Ancien est un naturaliste, jardinier, voyageur et collectionneur britannique, né vers 1570 probablement dans le Suffolk et mort le 15 ou 16 avril 1638.

## Biographie
Il commence sa carrière de jardinier auprès du comte de Salisbury (1563-1612), trésorier de la couronne, à Hatfield House. Le comte l’envoie aux Pays-Bas pour y rechercher des arbres fruitiers. Plus tard, il devient le jardinier de George Villiers (1592-1628), premier duc de Buckingham. Son nom a été donné à la Misère tricolore
Il fait alors plusieurs voyages notamment dans le nord de la Russie en 1618, au Moyen-Orient et en Algérie, afin d’y récolter des bulbes et d’autres plantes ainsi que pour enrichir son cabinet de curiosités.
Celui-ci, constitué d’objets d’histoire naturelle et anthropologie, occupe une grande maison baptisée l’Arche à Londres. Ce cabinet est le premier réalisé de ce genre en Grande-Bretagne. Il est également le premier musée ouvert au public sous le nom de Musaeum Tradescantianum (en).
Tradescant, et son fils, John Tradescant le Jeune (1608-1662), qui continue et enrichit le cabinet de son père, introduisent de très nombreuses plantes en Grande-Bretagne.
Leurs collections sont à l’origine de l’Ashmolean Museum.